# Universidad de Xi'an Jiaotong
Universidad de Xi'an Jiaotong o Universidad Jiao Tong de Xi'an (Chino simplificado: 西安交通大学; Chino tradicional: 西安交通大學; pinyin: Xi'ān Jiāotōng Dàxué; Siglas: Jiao Da (交大) o XJTU) es una institución de educación superior de China, localizada en la ciudad de Xi'an,en el centro de China. Sus orígenes se remontan a 1896 con la fundación de la escuela pública Nan Yang en Shanghái, después de la Guerra sino-japonesa (1894-1895).En 1956 el major parte de la universidad migró a Xi'an.El nombre definitivo fue adquirido en 1959, cuando se separó de la Universidad de Shanghái Jiao Tong y se trata de una de las universidades más antiguas de China, dependiente directamente del Ministerio de Educación de China. Es una de las mejores universidades en China, una de las 9 universidades en Liga C9.

## Graduados destacados entre 1896-1956
- Jiang Zemin (江澤民) - expresidente de la República Popular de China
- Lu Dingyi (陸定一) - Político
- Ding Guangen(丁關根) - Político
- Wang Daohan(汪道涵) - Político
- Qian Xuesen(錢學森) - Científico, exjefe del programa espacial chino
- Wu Wenjun(吳文俊) - Matemático
- Zou Taofen(鄒韜奮) - Periodista
- Mao Yisheng (茅以升)- Profesor e ingeniero civil
- Cai Er(蔡鍔) - Militar
- Huang Yanpei (黃炎培)- Político
- Shao Lizi (邵力子)- Escritor y político

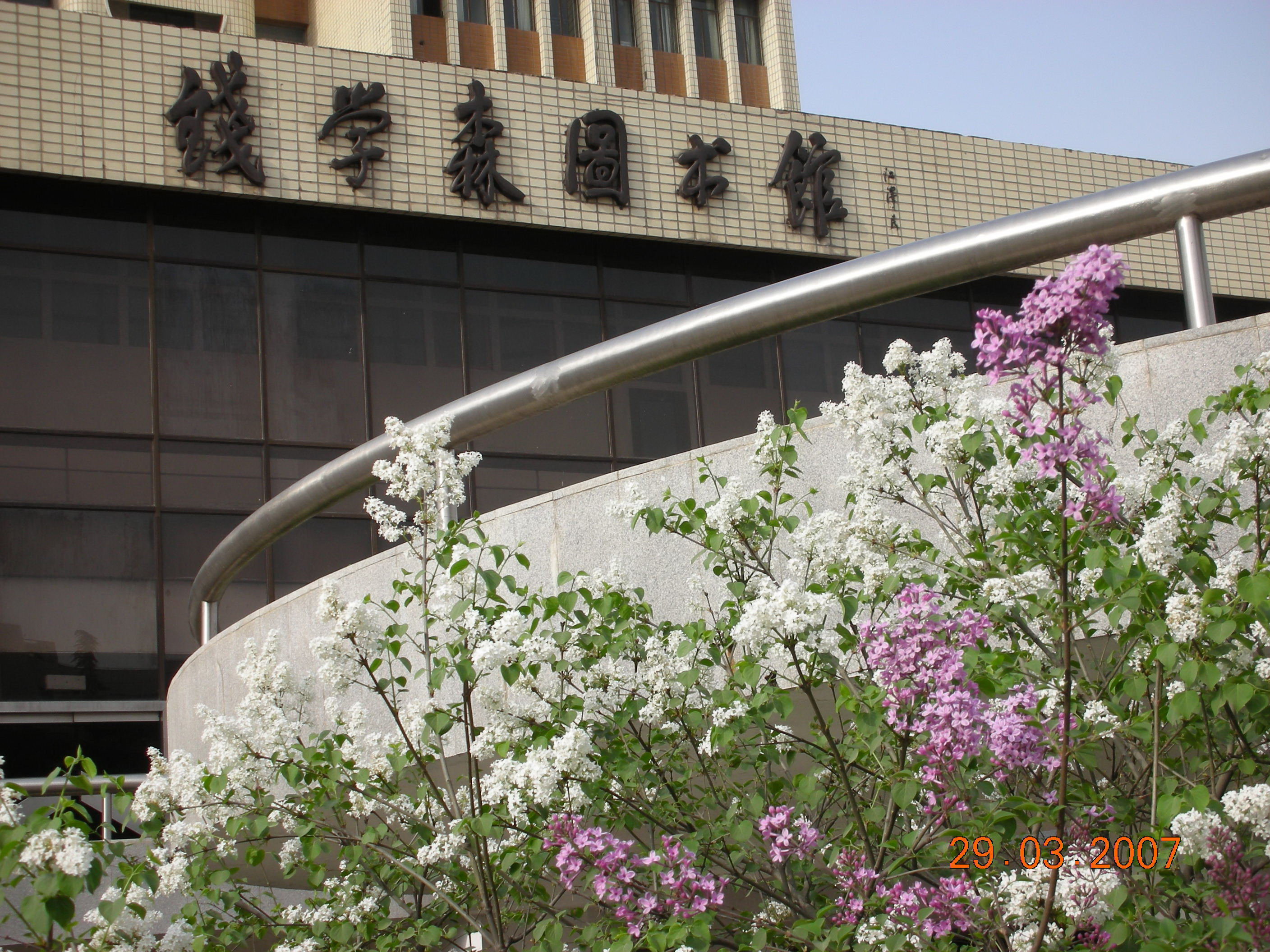
Biblioteca de Qian-Xuesen

## Graduados destacados después de 1956
- Jiang Zhenghua (蒋正华)- Demografía, Político
- Han Qide (韩启德)- Fisiopatológico, Político
- Zhou Hongyi (周鸿祎)- Fundador de Qihoo
- Yan Ni (闫妮)- Actriz